# Járngreipr
Na mitologia nórdica, o Járngreipr (luvas de ferro) é um dos três principais artefactos de Thor, deus trovão. Thor usava as luvas para manejar o Mjölnir, o poderoso martelo. O terceiro artefacto era o cinto, Megingjord.